# Psychologie d'Adolf Hitler

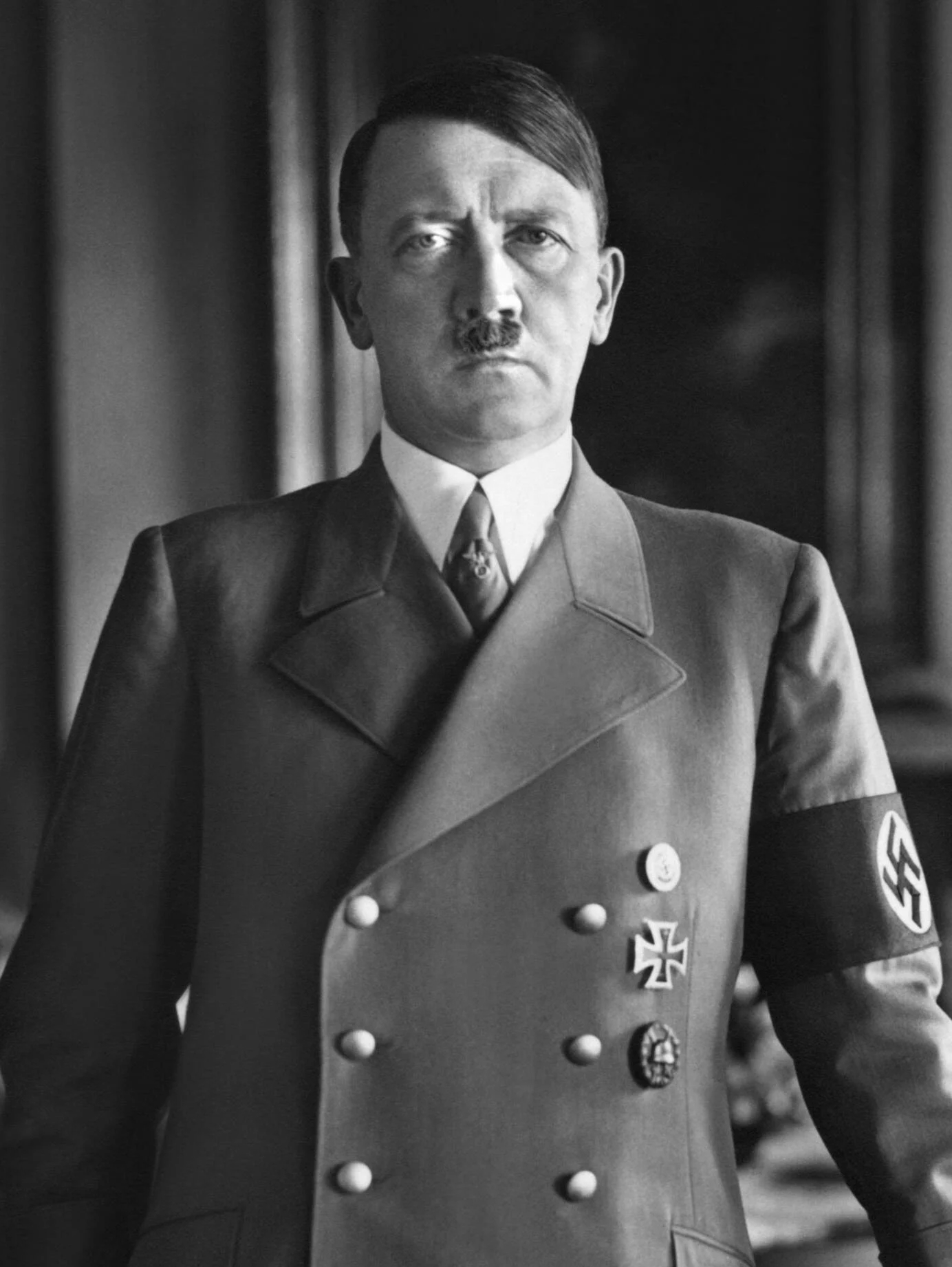
Portrait officiel d'Adolf Hitler.

La psychologie d'Adolf Hitler est un champ d'étude centré sur les analyses psychiatriques du Führer de l'Allemagne nazie selon lesquelles il est fréquemment admis qu’il souffrait probablement de maladies mentales. Tout au long de sa vie publique et plus encore après sa mort, Hitler a souvent été soupçonné de souffrir de troubles mentaux tels que l'hystérie, la mégalomanie ou la schizophrénie paranoïde. Il y a parmi les psychiatres et les psychanalystes qui ont diagnostiqué chez Hitler des troubles mentaux des personnalités connues comme Walter C. Langer ou Erich Fromm. D'autres chercheurs, comme Fritz Redlich, ont émis l’hypothèse que Hitler pouvait ne souffrir d’aucun trouble de cette nature.

## Difficultés liées à la psychologie de Hitler
En psychiatrie, la pathographie a développé une mauvaise réputation, en particulier des diagnostics ex post, sans examen direct du patient. Elle est même considérée comme contraire à l'éthique. Le psychiatre allemand Hans Bürger-Prinz est allé jusqu'à affirmer que tout diagnostic à distance constitue un « terrible affront contre la « psychiatrie ». L'immense gamme de troubles mentaux auxquels Hitler a été associé au fil du temps montre à quel point cette méthode peut s’avérer aléatoire.
Dans le cas d'Hitler, la psychologie pose des problèmes particuliers. Premièrement, les auteurs qui écrivent sur la vie privée du dictateur doivent traiter de la question selon laquelle un lectorat majoritairement intrigué accepte même les spéculations les moins prouvées - comme dans le cas du livre de Lothar Machtan, The Hidden Hitler (2001). Encore plus inquiétant est l'avertissement émis par certains auteurs selon lequel analyser la psychologie de Hitler serait le décharger de ses propres agissements. D'autres craignent qu'en accusant ou en diabolisant Hitler, tout le blâme concernant les actes du Troisième Reich puisse être entièrement placé sous sa responsabilité innocentant ainsi ses partisans les plus acharnés ainsi que les collaborateurs. Hannah Arendt parle notamment de ‘’ banalisation du mal ‘’ ; en 1963, elle juge que pour un criminel nazi comme Adolf Eichmann, la parfaite santé mentale et la capacité d’organiser des meurtres de masse n’étaient pas totalement incompatibles. Dans sa biographie de 2015, Peter Longerich a souligné comment Hitler a mis en œuvre ses objectifs politiques en tant que puissant dictateur avec une assurance inébranlable ainsi qu’une capacité élevée à courir des risques sans compter un pouvoir illimité. Certains auteurs étaient fondamentalement opposés à toute tentative d'expliquer Hitler, par exemple par des moyens psychologiques. Claude Lanzmann est allé plus loin en qualifiant ces tentatives d'« obscènes ». Après l'achèvement du documentaire Shoah en 1985, il a estimé que de telles tentatives revenaient quasiment à nier la Shoah, critique visant tout particulièrement l'historien Rudolph Binion.
Comme l'a souligné le psychiatre Jan Ehrenwald, la question (négligée selon lui) est de savoir comment un Hitler, peut-être mentalement malade, aurait pu attirer le soutien de millions de partisans enthousiastes qui soutinrent sa politique jusqu'en 1945. Daniel Goldhagen a déclaré en 1996 que l'ascension politique d'Hitler n'était aucunement liée à sa psychologie mais plutôt aux conséquences de la précarité présente en Allemagne dans les années 1920. D'autre part, certains auteurs ont noté que des figures telles que Charles Manson ou Jim Jones, qui ont été décrites comme souffrant de troubles mentaux comme la schizophrénie, ont néanmoins réussi à exercer une influence considérable sur leurs groupes d'adeptes. Dès le début, l'opinion a également été exprimée que Hitler était capable de gérer habilement sa propre psychologie, et qu'il était conscient de la façon dont il pouvait utiliser ses symptômes pour diriger efficacement les émotions de son auditoire. D'autres auteurs ont suggéré que les principaux disciples de Hitler eux-mêmes étaient mentalement dérangés ; des preuves de cette affirmation n'ont cependant jamais été trouvées. La question de savoir comment la psychologie individuelle de Hitler pourrait avoir été liée à l'enthousiasme de ses disciples a été débattue en 2000 par l'équipe d'auteurs Matussek et Marbach,.

## Hystérie présumée

### Le séjour d'Hitler à l’hôpital militaire de Pasewalk en 1918

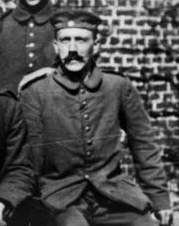
Hitler durant la Première Guerre mondiale.

Aucune preuve ne vient affirmer que Hitler, au cours de sa vie, ait consulté un quelconque psychiatre ; Oswald Bumke, psychiatre et contemporain d'Hitler, a supposé que cela ne fut effectivement jamais le cas. Le seul psychiatre rencontré par Hitler personnellement - le professeur de Munich Kurt Schneider – ne figurait pas dans la liste de ses médecins. Alors que des documents médicaux relatifs à la santé physique de Hitler ont déjà été trouvés et rendus accessibles à la recherche, le nombre de documents originaux qui auraient permis d’évaluer efficacement son état mental demeure toujours insuffisant.
Les spéculations sur une éventuelle expertise psychiatrique d’Hitler de son vivant se concentrent sur son séjour dans un hôpital militaire à Pasewalk à la fin de l’année 1918. Hitler y a été admis après avoir été aveuglé par les gaz moutarde durant une attaque en Flandre. Dans Mein Kampf, il mentionne ce séjour à l'hôpital en mentionnant son aveuglement ainsi que le « malheur » et la « folie » de la révolution allemande de 1918-1919 ainsi que l’armistice de novembre 1918 dont il apprit la signature durant sa convalescence, ce qui provoqua chez lui une rage plus profonde et un renouvellement de sa cécité. Hitler et ses premiers biographes ont pris grand soin d’étudier cette réponse physique aux évènements et de la considérer comme un moment clé de sa carrière politique : celui où il se crut non seulement destiné à sauver l’Allemagne mais aussi à la guider.
Certains psychiatres ont jugé qu'une telle rechute sans explication médicale concrète pouvait être associée à une réaction hystérique. L’hypothèse de l’hystérie a été largement popularisée avec la psychanalyse de Sigmund Freud mais était encore utilisée dans les années 1930 et 1940. La perte des sens faisait partie des symptômes typiques, en plus d’un comportement égocentrique et théâtral. Le psychiatre allemand Karl Wilmanns déclara lors d’une conférence : « Hitler eut une réaction hystérique après avoir été enseveli vivant durant une attaque ». Ces dires lui valurent d’être exclu de sa profession en 1933. Son assistant Hans Walter Gruhle a lui souffert de désavantages professionnels dus à des déclarations semblables. Dans la psychiatrie moderne, le terme « hystérie » n'est néanmoins plus utilisé ; aujourd'hui, les symptômes correspondants sont plutôt associés à un trouble dissociatif ou à un trouble de la personnalité histrionique.
On sait peu de choses sur le séjour à l'hôpital de Hitler. Rien n’indique avec précision l’attitude qu’il adopta à Pasewalk. Le dossier médical de Hitler réalisé là-bas n’a jamais été retrouvé, probablement perdu au cours des années 1920.

#### Études psychiatriques d'Hitler en 1943
Pendant la Seconde Guerre mondiale, l'agence de renseignement américaine (l’OSS) a recueilli des informations relatives à la personnalité de Hitler et a commandé en 1943 une étude psychiatrique complète du Führer dirigée par Walter Charles Langer. Dans un de ces rapports, intitulé Une étude psychiatrique de Hitler, l’hypothèse a été développée que Hitler pourrait avoir été traité à Pasewalk par le psychiatre Edmund Forster qui s'est suicidé en 1933 par crainte de représailles. Le point de départ de ce rapport était le témoignage du psychiatre Karl Kroner qui travaillait également à l'hôpital en 1918. Kroner confirma en particulier que Forster avait examiné Hitler et qu'il lui avait diagnostiqué une « hystérie ». Le rapport a longtemps été tenu confidentiel mais a finalement été redécouvert au début des années 1970 par le biographe d'Hitler américain John Toland.

#### Le Témoin oculaire(1963)
En 1939, le médecin et écrivain autrichien Ernst Weiss, qui vécut en France en exil, écrivit un roman, Ich, der Augenzeuge (« Moi, le Témoin oculaire »), une autobiographie fictive d'un médecin qui guérit un soldat « hystérique » de Braunau ayant perdu la vue dans les tranchées. L’histoire se déroule dans un hôpital de la Reichswehr à la fin de l’année 1918. Comme ses connaissances pouvaient s’avérer dérangeantes pour les nazis, le médecin fut déporté dans un camp de concentration en 1933 et libéré seulement après avoir remis les dossiers médicaux concernant le soldat qui n’était que Hitler lui-même.
Ernst Weiss, l'auteur de Ich der Augenzeugue, s'est suicidé après l'entrée des troupes allemandes dans Paris en 1940. Il était juif et craignait d’être déporté. Son roman ne fut publié qu’en 1963. Ses connaissances concernant le séjour à l'hôpital de Hitler étaient censées provenir de la littérature biographique contemporaine,.

#### Spéculations sur l'hypnothérapie
Partant des hypothèses du rapport de renseignement et suivant le roman de Weiss, une série de chercheurs et d'auteurs ont successivement développé des suspicions supposées solidement établies sur une possible implication de Forster dans une hypnothérapie. Ces opinions sont discutables non seulement parce qu'elles n'apportent aucune preuve valable ou nouvelle ; elles excluent d'emblée les interprétations alternatives, ignorent largement le contexte historique et négligent même le fait que Forster avait une vision de l'hystérie qui l'aurait conduit à d'autres méthodes de traitement que l'hypnose.

##### Rudolph Binion
Rudolph Binion, historien à l'université Brandeis, considère le diagnostic de l’hystérie comme erroné ; dans son ouvrage, Hitler, publié en 1976, il a repris les soupçons du rapport et les a élargis. Binion supposait que Weiss avait rencontré Forster en personne et reçu de lui une copie du dossier médical sur lequel son roman était alors basé. Après le roman, Binion suppose que Forster soumit Hitler, alors aveugle, à un traitement de nature hypnotique et plus tard, après avoir été suspendu de la fonction publique et craignant d'être persécuté par la Gestapo, s'est suicidé. La seule preuve de ces hypothèses est interprétée à partir de l'héritage de Forster, alors qu'il n'y a même pas de preuve du type de contact que Forster a pu avoir avec Hitler.

##### David E. Post
En 1998, David E. Post, un psychiatre médico-légal de l'université d'État de Louisiane, a publié un article dans lequel l'hypothèse selon laquelle Forster avait traité l'hystérie supposée de Hitler avec l'hypnose a été dépeinte comme un fait avéré. Post n'inclut aucune recherche personnelle documentée.

##### David Lewis
Partiellement inspiré par Binion, le neuropsychologue britannique David Lewis a publié l’ouvrage The Man Who Invented Hitler (2003). Lewis a dépeint l'hypnose de Forster comme un fait avéré et la raison pour laquelle Hitler, qui était à l’origine un soldat discipliné, se serait transformé en politicien charismatique et convaincu.

##### Manfred Koch-Hillebrecht
Un autre livre inspiré par Binion a été publié par Manfred Koch-Hillebrecht, un psychologue allemand et un professeur émérite de politique à l'université de Coblence : Hitler, Ein Sohn des Krieges (2003). Koch-Hillebrecht a tenté de prouver qu'Hitler souffrait du syndrome de stress post-traumatique et décrit comment Forster le soumit à une thérapie de choc, le rendant ainsi de nouveau apte à combattre.

##### Bernhard Horstmann
En Allemagne, en 2004, l'avocat Bernhard Horstmann a publié son livre Hitler in Pasewalk, dans lequel il décrit comment Forster avait «guéri» Hitler avec une hypnose «brillante» non seulement de son aveuglement hystérique, mais aussi du sentiment d'omnipotence et le sens de la mission qui allait devenir si caractéristique de Hitler en tant que politicien. Dans ce livre, aucune autre preuve n'est présentée comme dans le cadre de l'histoire du roman de Weiss.

###### Franziska Lamott
En 2006, Franziska Lamott, professeur de psychothérapie légale à l'université d'Ulm, écrivait dans un article : « [...] comme confirmé dans les dossiers médicaux du traitement du caporal Adolf Hitler par le psychiatre Edmund Forster, ce dernier le libéra de l'aveuglement hystérique en utilisant l'hypnose ».

#### Hypnothérapie
Des commentaires critiques quant à ces spéculations sont apparus très tôt. Mais comme l'a jugé l'historien psychiatrique Jan Armbruster (université de Greifswald), ils n'étaient pas suffisamment convaincants, comme dans le cas du journaliste Ottmar Katz, auteur d'une biographie du médecin personnel de Hitler, Theodor Morell, en 1982. Katz suggère que Karl Kroner pourrait avoir des raisons personnelles de rapporter quelques contre-vérités : vivant comme un réfugié juif à Reykjavik et forcé à gagner sa vie en tant que col bleu, Kroner espérait que les autorités américaines le reconnaîtraient non seulement en tant que témoin clé mais aussi l'aideraient à se réinsérer dans la profession médicale. Un test de plausibilité complet a finalement été effectué par le psychiatre et psychothérapeute berlinois Peter Theiss-Abendroth en 2008. En 2009, Armbruster a mené cette analyse, démantelé complètement les hypothèses du diagnostic d'hystérie de Hitler et hypnothérapie, et a montré en détail comment l'histoire du traitement supposé de Hitler par Forster est devenue progressivement élaborée et détaillée entre 1943 et 2006, non pas en raison de l'évaluation de documents historiques mais en raison de l'ajout continu d'embellissements narratifs. De plus, le travail d'Armbruster offre à ce jour la critique la plus complète des faiblesses méthodologiques de nombreuses études psychiatriques d'Hitler.

### Walter C. Langer (1943)
L'un des rares auteurs qui déclara que Hitler avait montré des signes d'hystérie sans pour autant reprendre l'épisode de Pasewalk et le traitement présumé d'Hitler par Forster comme preuve principale était le psychanalyste américain Walter C. Langer. Langer écrivit son étude en 1943 au nom de l'OSS. Lui et son équipe menèrent un grand nombre d’entrevues avec des personnes œuvrant pour les services de renseignement américains et connaissant Hitler personnellement. Ils tirèrent la conclusion qu'Hitler était « un hystérique proche de la schizophrénie ». L'étude a longtemps été tenue confidentielle avant d’être finalement publiée en 1972 sous le titre The Mind of Adolf Hitler.

## Schizophrénie présumée
Déjà de son vivant, de nombreux éléments de la croyance et de la conduite personnelle d'Hitler étaient considérés par les psychiatres comme des signes de psychose ou de schizophrénie. Il y avait notamment, par exemple, sa foi inébranlable qu'il avait été choisi pour libérer le peuple allemand de tous ses dangers.

### Vernon et Murray (1942-1943)
Le psychiatre canadien WHD Vernon fut l'un des premiers à reconnaître les symptômes classiques de la schizophrénie dans le cas de Hitler. En 1942, il soutint dans un essai que Hitler souffrait d'hallucinations, de voix, de paranoïa et de mégalomanie. Vernon écrivit également que la structure de la personnalité de Hitler - bien que globalement proche de la normale - devrait être considérée comme penchant vers une forme de paranoïa.
Un an plus tard, Henry Murray, un psychologue de l'université Harvard, a développé des points de vue encore plus poussés. Comme Walter C. Langer, Murray écrivit son rapport, Analyse de la personnalité d'Adolf Hitler, sur demande de l'OSS. Il en vint à la conclusion qu'Hitler, en dépit de symptômes d’hystérie, présentait tous les signes classiques de schizophrénie, d’hypersensibilité, d’attaques de panique, de jalousie irrationnelle, de paranoïa, de fantasmes omnipotents, d’illusions de grandeur et d’une croyance dans une mission messianique. Il le considérait comme une personne en proie à de l'hystérie et à de la schizophrénie mais souligna qu'Hitler possédait un contrôle considérable de ses tendances pathologiques et qu'il les utilisait délibérément pour attiser les sentiments nationalistes chez les Allemands et leur haine contre les présumés persécuteurs. À l'instar de Walter C. Langer, Murray pensait que Hitler finirait par perdre confiance en lui et se suiciderait.

### Wolfgang Treher (1966)
Les tentatives de prouver qu’Hitler était médicalement bel et bien atteint d’une psychose ne furent qu’occasionnelles. Dans son livre Hitler, Steiner, Schreber de 1966, le psychiatre Wolfgang Treher explique que Rudolf Steiner (dont il attribue l'anthroposophie à la maladie mentale) et Hitler souffraient de schizophrénie. Il écrit que les deux ont réussi à rester en contact avec la réalité parce qu'ils ont eu l'occasion de créer leurs propres organisations (dans le cas de Steiner, la Société anthroposophique et dans celui de Hitler, le NSDAP) qu'ils pouvaient influencer selon leurs délires - et éviter donc le « retrait schizophrénique » normalement attendu. Treher trouve que la mégalomanie et la paranoïa d'Hitler sont des symptômes assez frappants.

### Edleff Schwaab (1992)
En 1992, le psychologue clinicien germano-américain Edleff H. Schwaab publie sa psychobiographie, Hitler's Mind, dans laquelle il affirme que l'imagination de Hitler - en particulier son obsession de la supposée menace représentée par les Juifs - doit être décrite comme résultant d'une paranoïa. Schwaab soupçonne la cause de ce trouble d'être enracinée dans une enfance traumatisante entre une mère dépressive et un père tyrannique.

### Paul Matussek, Peter Matussek et Jan Marbach (2000)
Le livre Hitler - Karriere eines Wahns (2000) est le fruit d'un effort conjoint du psychiatre Paul Matussek, du théoricien des médias Peter Matussek et du sociologue Jan Marbach pour dépasser la tradition de la pathologie psychiatrique unidimensionnelle et rechercher une approche interdisciplinaire, approche devant tenir compte des dimensions socio-historiques. Cette recherche ne porte pas tant sur la psychologie de Hitler mais plutôt sur une description de l’interaction entre les facteurs individuels et collectifs qui expliquent la dynamique globale de la folie hitlérienne. Le livre précise l'interaction entre le rôle de chef tenu par Hitler (qui était accusé de symptômes psychotiques) d'une part, et la fascination que ce rôle invoquait chez ses partisans d'autre part. Les auteurs concluent que les crimes nazis étaient en effet une expression de folie, mais d'une folie si fortement acceptée par le public que le psychotique Hitler et ses partisans se stabilisaient dans leur «vision folle» du monde.

### Frederic Coolidge, Felicia Davis et Daniel Segal (2007)
En termes de méthodologie, l'évaluation psychologique la plus élaborée d'Hitler a été entreprise en 2007 par une équipe de recherche de l'université du Colorado. Cette étude différait de tous les travaux antérieurs par son approche ouverte et exploratrice. L'équipe a systématiquement testé les troubles mentaux que le comportement d'Hitler était susceptible de comprendre ou non. Ce fut la première pathographie de Hitler qui fut empiriquement cohérente. Les psychologues et les historiens ont passé en revue les rapports émanant de personnes qui connaissaient personnellement Hitler et ont évalué ces comptes en fonction d'un outil diagnostique auto-développé qui permettait de mesurer un large éventail de troubles de la personnalité, cliniques et neuropsychologiques. Selon cette étude, Hitler montra des signes évidents de paranoïa mais aussi de troubles de la personnalité antisociale, sadique et narcissique ainsi que des traits distincts du trouble de stress post - traumatique.

### Symptômes psychotiques d'origine organique
Les symptômes psychotiques présumés d'Hitler ont été à plusieurs reprises attribués à des causes organiques possibles. Le psychiatre Günter Hermann Hesse était par exemple convaincu qu'Hitler souffrait des conséquences à long terme de l'empoisonnement subi pendant la Première Guerre mondiale.

#### Syphilis présumée
À la fin des années 1980, Ellen Gibbels (université de Cologne) avait attribué le tremblement des membres d’Hitler durant ses dernières années à la maladie de Parkinson, un consensus largement répandu et partagé dans le milieu de la recherche. Cependant, certains chercheurs ont interprété le tremblement de Hitler comme le symptôme d’une syphilis avancée. Plus récemment, l'historienne américaine Deborah Hayden lie la parésie générale dont Hitler a souffert, selon elle, depuis 1942, au déclin mental des dernières années de sa vie, en particulier à ses «accès de colère paranoïaque». Le médecin Frederick Redlich a cependant déclaré qu'il n'y avait aucune preuve que Hitler ait bien eu la syphilis.

#### Maladie de Parkinson
La possibilité que Hitler ait souffert de la maladie de Parkinson fut d'abord étudiée par Ernst-Günther Schenck [50] et plus tard par Ellen Gibbels. En 1994, Gibbels a publié un article s’interrogeant sur la question de savoir si la maladie nerveuse de Hitler pouvait également l'avoir affecté mentalement.

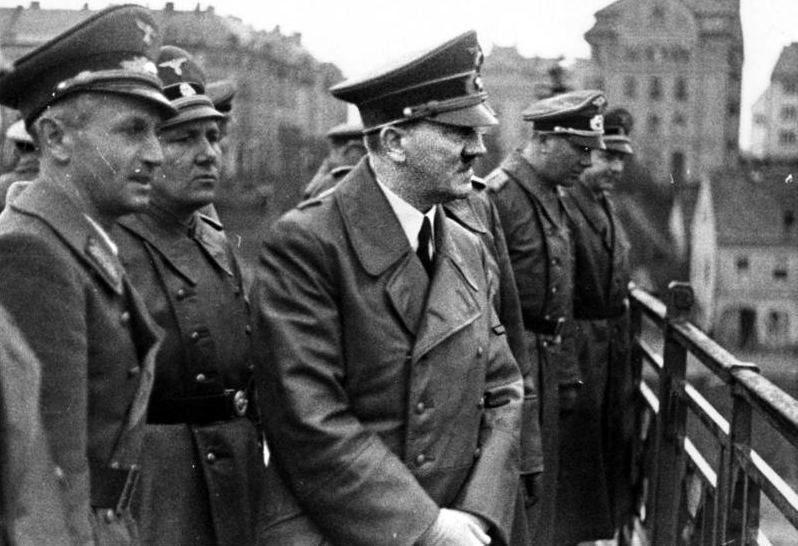
Hitler et des membres de son entourage.

## Psychopathie et trouble de la personnalité antisociale
Compte tenu de l'inhumanité de ses crimes, Hitler a été très tôt lié à la « psychopathie », un grave trouble de la personnalité dont les principaux symptômes sont un manque total ou complet d'empathie, de responsabilité sociale et de conscience. Le concept biologiquement déterminé joue un rôle dans la science médico-légale psychiatrique, mais il ne se trouve plus dans les systèmes de classification médicale modernes (DSM-IV et CIM-10). Aujourd'hui, les images cliniques correspondantes sont principalement classées comme des signes d'un trouble de la personnalité antisociale. Cependant, la symptomatologie est rare, et contrairement au discours populaire - où la classification de Hitler comme «psychopathe» est monnaie courante, les psychiatres ne se sont qu’occasionnellement efforcés de l'associer à la psychopathie ou au trouble de la personnalité antisociale.

### Gustav Bychowski (1948)
Au début, certaines pathographies hitlériennes tenaient compte non seulement des aspects psychologiques, mais aussi historiques et sociologiques. Cette approche interdisciplinaire avait été développée par le psychiatre Wilhelm Lange-Eichbaum en 1928. La première pathographie socio-psychologique de Hitler est apparue en 1948 dans l'anthologie Gustav Bychowski : Dictators and Disciples. Dans ce volume, Bychowski, un psychiatre américano-polonais, compara plusieurs figures historiques qui réussirent un coup d'État : Jules César, Oliver Cromwell, Robespierre, Hitler et Joseph Staline. Il en est venu à la conclusion que tous ces hommes avaient une abondance de traits qui doivent être classés comme «psychopathes» tels que la tendance à exprimer des impulsions ou à projeter leurs propres impulsions hostiles sur d'autres personnes ou groupes.

### Desmond Henry, Dick Geary et Peter Tyrer (1993)
En 1993, l'équipe interdisciplinaire composée par Desmond Henry, Dick Geary et Peter Tyrer publia un essai dans lequel elle exprimait l’hypothèse selon laquelle Hitler avait un trouble de la personnalité antisociale tel que défini dans la CIM-10. Tyrer, psychiatre de profession, était convaincu qu'Hitler présentait en outre des signes de paranoïa et de trouble de la personnalité histrionique.

## Approche psychologique
Alors que les auteurs orientés vers la psychiatrie, en traitant d'Hitler, essayaient principalement de diagnostiquer un trouble clinique spécifique, certains de leurs collègues qui suivirent une doctrine psychologique profonde comme l'école psychanalytique de Sigmund Freud, s’étaient d'abord penchés sur son comportement destructif. En accord avec ces doctrines, ils ont supposé que le comportement de Hitler et le développement de son caractère étaient attisés par des processus inconscients enracinés dans les premières années de son existence. Les pathographies qui s'inspirent de la psychologie de la profondeur tentent généralement de reconstruire le scénario de l'enfance et de la jeunesse d'Hitler. À l'occasion, des auteurs tels que Gerhard Vinnai, commencèrent avec une analyse psychologique approfondie, mais ont avancé ensuite bien au-delà de l'approche initiale.

### Erich Fromm (1973)
Parmi les pathographies hitlériennes les plus célèbres, on peut citer le livre publié par Erich Fromm en 1973, Anatomy of Human Destructiveness. L'objectif de Fromm était de déterminer les causes de la violence humaine. Il étudia la personne de Hitler en se fiant à plusieurs sources telles que les témoignages d'August Kubizek (1953), l’ami d'enfance de Hitler, la biographie de Werner Maser (1971), et surtout un article de Bradley F. Smith sur L'enfance et la jeunesse d'Hitler (1967).
La pathographie de Fromm suit largement le concept de psychanalyse institué par Sigmund Freud et affirme qu'Hitler était un rêveur immature et égoïste qui ne parvenait pas à surmonter son narcissisme enfantin. En raison de son manque d'adaptation à la réalité, il a été exposé à des humiliations qu'il a tenté de vaincre par le biais de la destruction (« nécrophilie »). La preuve de ce désir de détruire - y compris le soi-disant décret Nero - était si scandaleux que l'on doit supposer qu'Hitler avait non seulement agi de manière destructrice mais était conduit par un «caractère naturellement destructeur».

### Helm Stierlin (1975)
En 1975, le psychanalyste allemand et thérapeute Helm Stierlin a publié son livre Adolf Hitler, Familienperspektiven, dans lequel il a soulevé la question des bases psychologiques et motivantes de l'agressivité de Hitler et de sa passion pour la destruction, de même que Fromm. Son étude se concentre fortement sur la relation d'Hitler avec sa mère, Klara. Stierlin a estimé que la mère d’Hitler avait frustré des espoirs qu'elle déléguait fortement à son fils, même si, pour lui aussi, ils étaient impossibles à satisfaire.

### Alice Miller (1980)
La chercheuse suisse spécialisée dans le domaine de l’enfance, Alice Miller, a consacré à Hitler une section dans son livre publié en 1980, For Your Own Good. Miller devait ses connaissances concernant Hitler à des travaux biographiques et pathographiques tels que ceux de Rudolf Olden (1935), Konrad Heiden (1936-1937), Franz Jetzinger (1958), Joachim Fest (1973), Helm Stierlin (1975) et John Toland. (1976). Elle a notamment écrit que le cadre familial dans lequel Hitler a grandi n'était pas seulement dominé par un père autoritaire et souvent brutal, Alois Hitler, mais pouvait être qualifié de «prototype d'un régime totalitaire ». Elle a écrit que la personnalité haineuse et destructrice de Hitler, qui a plus tard fait souffrir des millions de personnes, émergea sous le traitement humiliant et dégradant du père ainsi que les coups qu'il reçut de lui quand il était enfant. Miller croit que sa mère, dont les trois premiers enfants sont morts en bas âge, était à peine capable d’encourager une relation chaleureuse envers son fils. Elle défend la thèse selon laquelle Hitler se serait rapidement identifié à son père violent et a ensuite transféré le traumatisme de son foyer parental sur l'Allemagne. Ses contemporains le suivaient volontiers parce qu'ils avaient eux aussi vécu une enfance semblable.
Miller a également souligné que Johanna Pölzl, la sœur de Klara Hitler, qui vécut avec la famille tout au long de l'enfance de Hitler, souffrait probablement d'un trouble mental. Selon des témoins, Pölzl, décédée en 1911, était schizophrène ou handicapée mentale.

### Norbert Bromberg et Verna Volz Small (1983)
Une autre pathologie hitlérienne a été étudiée en 1983 par le psychanalyste new-yorkais Norbert Bromberg (Collège Albert Einstein de médecine) et l'écrivain Verna Volz Small. Dans ce livre, Hitler's Psychopathology, Bromberg et Small soutiennent que de nombreuses manifestations et actions personnelles de Hitler devaient être considérées comme l'expression d'un grave trouble de la personnalité. En examinant ses antécédents familiaux, son enfance, sa jeunesse et son comportement d'adulte, de politicien et de dirigeant, ils trouvèrent de nombreux indices selon lesquels Hitler était en phase avec les symptômes d'un trouble de la personnalité narcissique et d'un trouble de la personnalité limite. Le travail de Bromberg et Small a été critiqué pour les sources peu fiables sur lesquelles il était basé et pour son traitement spéculatif de l'homosexualité présumée de Hitler.
L'opinion selon laquelle Hitler avait un trouble de la personnalité narcissique n'était pas nouvelle puisque qu’Alfred Sleigh l'avait déjà évoquée en 1966.

### Béla Grunberger et Pierre Dessuant (1997)
Le psychanalyste français Béla Grunberger et Pierre Dessuant ont consacré une section à Hitler dans leur livre de 1997, Narcissisme, christianisme et antisémitisme. Comme Fromm, Bromberg et Small ils étaient particulièrement intéressés par le narcissisme de Hitler qu'ils essayèrent d’expliquer par une interprétation détaillée de ses pratiques sexuelles présumées et de ses problèmes de constipation.

### George Victor (1999)
Le psychothérapeute George Victor s'intéressa particulièrement à l'antisémitisme d'Hitler. Dans son livre de 1999, Hitler : La Pathologie du Mal Hitler, il a supposé que le dictateur n'était pas seulement obsédé par la haine des Juifs mais aussi par la haine de sa propre personne et qu'il souffrait de graves troubles de la personnalité (limite). Victor a constaté que tous ces problèmes trouvaient leur origine dans les abus dont il a été victime de la part de son père, qui, croyait-il, était d'origine juive.

## Troubles liés à un stress post-traumatique
Bien qu'il ne soit généralement pas contesté qu'Hitler ait eu des expériences formatrices en tant que soldat de première ligne pendant la Première Guerre mondiale, ce n'est qu'au début des années 2000 que les psychologues considérèrent qu'une partie de sa psychopathologie pouvait être attribuée à un traumatisme de guerre.

### Theodore Dorpat (2003)
En 2003, Theodore Dorpat, un psychiatre résident à Seattle, publia son ouvrage Wounded Monster dans lequel il soupçonnait Hitler de souffrir d’un trouble de stress post-traumatique complexe. Il supposa qu'Hitler avait non seulement subi un traumatisme durant la guerre mais que cela pouvait aussi provenir d’abus physiques et mentaux infligés par son père ainsi que de l'échec parental de sa mère dépressive. Ce pouvait être considéré selon l’auteur comme un traumatisme d’enfance. Dorpat fut convaincu qu'Hitler montrait des signes de cette perturbation dès l'âge de 11 ans. Selon Dorpat, beaucoup de traits de la personnalité de Hitler - sa volatilité, sa méchanceté, la nature sadomasochiste de ses relations, son indifférence humaine et son évitement de la honte - pouvaient être reliés à un traumatisme.
La même année, le psychologue allemand Manfred Koch-Hillebrecht avait avancé l'hypothèse selon laquelle Hitler souffrait d'un trouble de stress post-traumatique dû à ses expériences de guerre.

### Gerhard Vinnai (2004)
L'année suivante, le psychologue social Gerhard Vinnai (université de Brême) est arrivé à des conclusions similaires. En écrivant son œuvre Hitler - Scheitern und Vernichtungswut (2004, «Hitler - échec et rage de destruction»), Vinnai avait un point de départ psychanalytique. Il soumit d’abord le livre de Hitler Mein Kampf à une interprétation psychologique profonde puis essaya de reconstituer la façon dont Hitler avait traité ses expériences de la Première Guerre mondiale dans le contexte de son enfance et de sa jeunesse. Mais comme Dorpat, Vinnai explique le potentiel destructeur dans la psyché de Hitler non pas tant à cause des expériences de la petite enfance mais plutôt à cause du traumatisme que le dictateur avait subi en tant que soldat pendant la Première Guerre mondiale, la population allemande ayant été durablement affectée par le souvenir du conflit. Vinnai quitte alors le discours psychanalytique et commente des questions de psychologie sociale, telles que la façon dont la vision du monde politique de Hitler pouvait avoir été forgée par son traumatisme et comment cela aurait pu attirer un grand nombre de personnes.
En 2007, les auteurs Coolidge, Davis et Segal évoquèrent également l’idée qu'Hitler pouvait souffrir d’un trouble de stress post-traumatique.

## Utilisation de drogues psychoactives

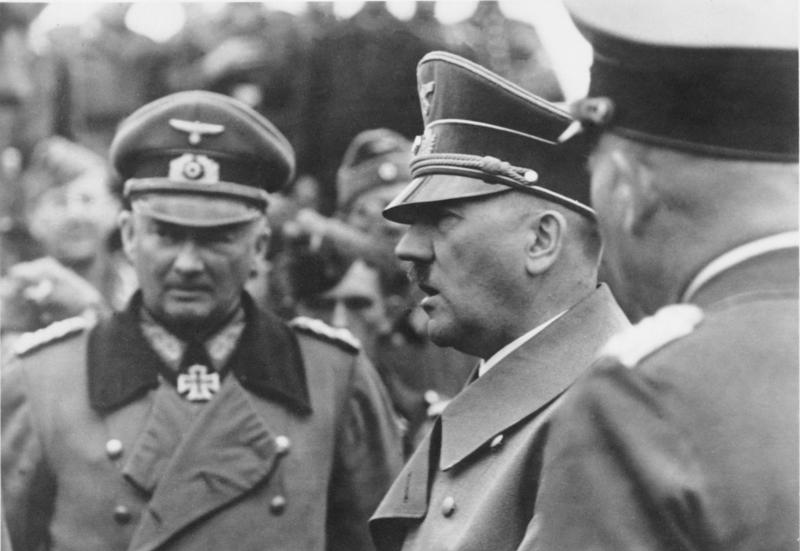
Hitler en 1940

Hitler consommait régulièrement de la méthamphétamine, des barbituriques, des amphétamines, des opiacés et de la cocaïne. En 2015, Norman Ohler a publié un ouvrage, Der totale Rausch (L'Extase totale), dans lequel il affirme que la totalité du comportement irrationnel de Hitler pouvait être attribué à son usage excessif de drogues. Helena Barop, qui a passé en revue le livre dans Die Zeit, a écrit que les dires d'Ohler n’étaient pas basés sur une recherche solide.

## Opinions sur l'absence de trouble psychologique

### Latéralisation anormale du cerveau: Colin Martindale, Nancy Hasenfus et Dwight Hines (1976)
Dans un essai publié en 1976, les psychiatres Colin Martindale, Nancy Hasenfus et Dwight Hines (université du Maine) suggérèrent que Hitler avait souffert d'une sous-fonction de l'hémisphère gauche du cerveau. Ils se référaient au tremblement de ses membres gauches, à sa tendance aux mouvements oculaires vers la gauche et à l'absence présumée du testicule gauche. Ils croyaient que le comportement de Hitler était dominé par son hémisphère cérébral droit, une situation qui entraînait des symptômes tels qu'une tendance aux hallucinations auditives irrationnelles et des explosions incontrôlées. Martindale, Hasenfus et Hines soupçonnaient que la domination de l'hémisphère droit contribua aux deux éléments fondamentaux de l'idéologie politique hitlérienne : l'antisémitisme et l'idée d’espace vital.

### Trouble de la personnalité schizotypique: Robert GL Waite (1977)
Robert GL Waite, qui fut psychohistorien au Williams College, travaillait depuis 1949 à une exploration interdisciplinaire du nazisme combinant des méthodes historiographiques et psychanalytiques. En 1977, il publia son étude Le Dieu psychopathe dans laquelle il considérait que la carrière de Hitler ne pouvait être comprise sans tenir compte de sa personnalité pathologique. Waite a supposé qu'Hitler souffrait d’un trouble de la personnalité schizotypique, une condition qui, à l'époque, était comprise dans la définition du «trouble de la personnalité limite». Le terme n'a reçu sa signification actuelle qu'à la fin des années 1970. Jusque-là, le «trouble de la personnalité borderline» faisait référence à un ensemble plus large de troubles dans la zone frontalière de la névrose et de la schizophrénie pour lesquels Gregory Zilboorg avait également inventé le terme « schizophrénie ambulatoire ». Comme symptômes, Waite précisa le complexe d'Œdipe d'Hitler, son fantasme infantile, son inconstance volatile et sa coprophilie et urolagnia présumée. Le point de vue de Waite correspond en partie à celui du psychiatre de Vienne et survivant de Buchenwald, Ernest A. Rappaport, qui avait déjà qualifié Hitler en 1975 de «schizophrène ambulatoire».

### Troubles de la responsabilité: John D. Mayer (1993)
Le psychologue de la personnalité John D. Mayer (université du New Hampshire) a publié un essai en 1993 dans lequel il suggérait une catégorie psychiatrique indépendante pour des personnalités destructrices comme Hitler : un dangereux chef de file (DLD). Mayer a identifié trois groupes de singularités comportementales symptomatiques: il y a premièrement l'indifférence (se manifestant par exemple dans le meurtre d'opposants, de membres de sa propre famille ou de citoyens, ou dans le génocide), deuxièmement, l'intolérance (pratiquer la censure de la presse, diriger une police secrète ou tolérer la torture) et troisièmement un narcissisme excessif (considération en tant qu '«unificateur» d'un peuple, surestimation de sa propre puissance militaire, identification avec la religion ou le nationalisme ou proclamation de grands projets). Mayer a comparé Hitler à Staline et Saddam Hussein. L'objectif de cette catégorisation et de cette comparaison était de fournir à la communauté internationale un instrument de diagnostic qui permettrait de reconnaître plus facilement les personnalités dangereuses parmi les chefs d’État dans un consensus mutuel et de prendre des mesures contre eux.

### Trouble bipolaire: Jablow Hershman et Julian Lieb (1994)
En 1994, l'écrivain Jablow Hershman et le psychiatre Julian Lieb ont publié conjointement leur livre A Brotherhood of Tyrants. Basé sur des biographies hitlériennes connues, ils ont développé l'hypothèse que Hitler - tout comme Napoléon Bonaparte ou Staline - avait un trouble bipolaire qui le conduisit en politique et le mena jusqu’au rang d’autocrate.

### Syndrome d'Asperger: Michael Fitzgerald (2004)
Michael Fitzgerald, professeur de psychiatrie spécialisé dans les domaines de l'enfance et l’adolescence, a publié une série abondante de pathographies de personnalités historiques exceptionnelles révélant la plupart du temps qu'elles avaient le syndrome d'Asperger, qui appartient au spectre autistique. Dans son anthologie publiée en 2004, l'autisme et la créativité, Fitzgerald classe Hitler comme un « psychopathe autiste ». « Psychopathie autistique » est une expression que le médecin Hans Asperger a inventée en 1944 afin d'étiqueter le tableau clinique qui a été nommé plus tard « syndrome d'Asperger », et qui n'a rien à voir avec la psychopathie dans le sens d'un trouble de la personnalité antisociale. Fitzgerald évaluait de nombreux traits connus de Hitler comme symptomatiques de l’autisme comme ses diverses obsessions, son regard sans vie, son embarras social, son manque d'amitiés personnelles et sa tendance à tenir de longs monologues qui, selon Fitzgerald, résultaient d'une incapacité à avoir de vraies conversations.

## Regard critique sur les expertises
Les pathographies sont par définition des œuvres sur des personnalités que l'auteur croit être dérangées mentalement. Les psychiatres traitent des maladies mentales et n'écrivent généralement pas de publications spécialisées sur ceux qu'ils considèrent comme étant en bonne santé mentale. Des exceptions se produisent tout au plus dans les discours professionnels où les auteurs individuels se trouvent confrontés aux positions de collègues qui, de l'avis des premiers, sont en tort de classer une certaine personnalité comme malade mental. En conséquence, les travaux qui avancent l'idée qu'une personnalité particulière était mentalement saine sont naturellement sous-représentés dans le corpus global de la littérature pathographique. Cela vaut aussi pour la psychologie d'Adolf Hitler.
Certains auteurs ont décrit Hitler comme un manipulateur cynique ou un fanatique mais ont nié qu'il était sérieusement dérangé mentalement. Parmi eux, les historiens britanniques Ian Kershaw, Hugh Trevor-Roper, Alan Bullock et AJP Taylor ainsi que, plus récemment, le psychiatre allemand Manfred Lütz. Ian Kershaw tire la conclusion que Hitler n'avait pas de troubles psychotiques majeurs et n'était pas cliniquement dément. Le psychologue américain Glenn D. Walters a écrit en 2000 : « Une grande partie du débat sur la santé mentale à long terme de Hitler est probablement discutable car même s'il avait souffert de problèmes psychiatriques importants, il serait parvenu à atteindre le pouvoir suprême en Allemagne et ce malgré les difficultés ou par leur intermédiaire ».

### Erik H. Erikson (1950)
Le psychanalyste et psychologue du développement, Erik Erikson, a consacré un chapitre à Adolf Hitler dans son livre de 1950, Childhood and Society. Erikson a qualifié Hitler d ' «aventurier histrionique et hystérique» et a découvert des preuves d'un complexe d'Œdipe jamais totalement disparu dans ses autoportraits. Néanmoins, il a souligné que Hitler était un tel acteur que son expression de soi ne pouvait pas être mesurée avec des outils de diagnostic conventionnels. Bien qu'Hitler ait peut-être montré une certaine psychopathologie, il s'en est occupé d'une façon extrêmement contrôlée et l'a utilisée délibérément.

### Terry L. Brink (1974)
Terry Brink, un étudiant d'Alfred Adler, publie en 1975 un essai, Le cas d'Hitler, dans lequel, comme les auteurs susmentionnés, il conclut qu'après une évaluation consciencieuse de tous les documents, il n'y a pas suffisamment de preuves qu’Hitler connaissait des problèmes mentaux. Beaucoup de comportements de Hitler doivent être compris comme des tentatives pour surmonter une enfance difficile. Cependant, bon nombre des documents et des déclarations qui ont été cités afin de prouver une maladie mentale doivent être considérés comme non fiables. Une trop grande attention a été accordée, par exemple, à la propagande alliée et aux fabrications de personnes qui ont essayé de se distancer de Hitler pour des raisons personnelles.

### Frederick Redlich (1998)
L'une des pathographies de Hitler les plus complètes vient du neurologue et psychiatre Frederick Redlich. Redlich, qui a émigré aux États-Unis en 1938 est considéré comme l'un des fondateurs de la psychiatrie sociale américaine. Dans son ouvrage publié en 1998, Hitler : Diagnostic d'un prophète destructeur, sur lequel il travailla pendant 13 ans, Redlich en vint à croire qu'Hitler avait effectivement montré assez de paranoïa et de mécanismes de défense pour «remplir un manuel psychiatrique», mais qu'il n'était probablement pas dérangé mentalement. Les délires paranoïaques d'Hitler « pouvaient être perçus comme des symptômes d'un trouble mental, mais la plus grande partie de sa personnalité fonctionnait normalement ». Selon lui, Hitler « savait ce qu'il faisait et il l'a fait avec fierté et enthousiasme ».

### Hans-Joachim Neumann et Henrik Eberle (2009)
En 2009, après deux années d'études basées sur les journaux de Theodor Morell ainsi que d'autres documents, le médecin Hans-Joachim Neumann et l'historien Henrik Eberle publient le livre War Hitler krank ? (Hitler était-il malade ?), dans lequel ils en arrivent à la conclusion qu'« il n'y a aucune preuve » concernant « une maladie mentale médicalement avérée d'Hitler ».